# James Acord
Pour les articles homonymes, voir Acord.
 (juillet 2012).
Si vous disposez d'ouvrages ou d'articles de référence ou si vous connaissez des sites web de qualité traitant du thème abordé ici, merci de compléter l'article en donnant les références utiles à sa vérifiabilité et en les liant à la section « Notes et références ».
James L. Acord, né le 19 octobre 1944 et mort le 9 janvier 2011 à Seattle, est un artiste américain qui travaillait directement avec des matières radioactives .

## Biographie
Il tenta de créer une sculpture et des manifestations en faveur de l'histoire de l'ingénierie nucléaire et posait des interrogations au sujet du stockage de déchets nucléaires à long terme.
Durant 15 années, il vécut à Richland, la ville dortoir du complexe nucléaire de Hanford, qui hébergea un temps neuf réacteurs nucléaires et cinq complexes de fabrication de Plutonium, et à ce jour, le site le plus contaminé des États-Unis Son ambition majeur était de construire un « Stonehenge nucléaire » sur une zone très contaminée du site, incorporant douze assemblages d'uranium. Acord était le seul civil au monde ayant une licence pour posséder et manipuler des matières nucléaires, il acquit des barres de combustibles contenant de l'uranium appauvri du réacteur SNR-300 allemand, terminé mais non opérationnel.
Il s'était fait tatouer son numéro de licence nucléaire sur le cou.
Il parlait d'art et de science nucléaire lors d'événements intéressant les deux parties précédemment citées, aux États-Unis et Angleterre, réunissant ainsi artistes, activistes et experts nucléaires.
Il fut interviewé par Philip Schuyler pour le New Yorker en 1991,, et inspira le personnage de Reever dans Électrons libres (The Book of Ash) de James Flint.
De 1998 à 1999, il fut artiste résident à l'Imperial College de Londres.
Il se suicida à Seattle le 9 janvier 2011 à l'âge de 66 ans.

## Sources
1. ↑  Nuclear Acord, timeshighereducation.co.uk, 4 septembre 1998
2. ↑  Schuyler, Philip "Moving to Richland I", The New Yorker, 14 octobre 1991.
3. ↑  Schuyler, Philip "Moving to Richland II", The New Yorker, 21 octobre 1991.